# Timira. Romanzo meticcio
Timira. Romanzo meticcio è un romanzo scritto da Wu Ming 2 e Antar Mohamed. Pubblicato nel 2012, il libro è incentrato sulla storia vera dell'italo-somala Isabella Marincola, madre di Mohamed e sorella del partigiano medaglia d'oro Giorgio Marincola. Nel testo si fondono memoria, invenzione letteraria, documenti d'archivio e approfondimenti storici frutto di un ampio lavoro di ricerca di cui è dato conto nella sezione conclusiva del libro. Il titolo deriva dal nome somalo utilizzato da Isabella Marincola, Timira Hassan.
Di Timira. Romanzo meticcio, come di tutte le opere del collettivo Wu Ming, è esplicitamente consentita la riproduzione totale o parziale e la diffusione per via telematica, purché non a scopo commerciale.

## Trama e temi principali
Giorgio e Isabella Marincola nascono, rispettivamente nel 1923 e nel 1925, nell'allora Somalia italiana dalla relazione tra un soldato coloniale, Giuseppe Marincola, e una donna del posto. Il padre riconosce i figli e li porta in Italia perché crescano con lui e la moglie italiana. Muovendo da questa premessa, il romanzo racconta, in due percorsi cronologici che si alternano di capitolo in capitolo, da un lato la vita di Isabella Marincola in Italia e poi di nuovo in Somalia, e dall'altro la sua esperienza di profuga fuggita dal paese africano durante la guerra civile scoppiata nel 1991.
Gli avvenimenti narrati permettono agli autori di approfondire, a partire dal punto di osservazione di Isabella Marincola, molteplici tematiche, con particolare riferimento al rapporto dell'Italia con le proprie colonie prima e con le proprie ex-colonie poi, al razzismo, all'immigrazione, alla condizione di profugo, a quella di meticcio. L'analisi è contestualizzata nel corso del periodo che va dagli anni venti ai novanta, fino alla lettera intermittente di Wu Ming 2 ad Isabella Marincola, con cui il romanzo si apre e si chiude, che richiama le dinamiche internazionali della fine del primo decennio del XXI secolo, quando Isabella muore a Bologna.

## Genesi del romanzo
I due autori si conoscono nella primavera del 2003 in una clinica per malattie mentali: Antar Mohamed fa l'educatore ed assiste un paziente che Wu Ming 2 va spesso a trovare. Antar consegna a Wu Ming 2 una cartellina contenente documentazione incentrata sulla figura di suo zio Giorgio Marincola. Dopo cinque anni, quando la storia del partigiano italo-somalo è raccontata nel libro Razza partigiana di Carlo Costa e Lorenzo Teodonio, Wu Ming 2 decide di dedicarsi all'esperienza «più lunga, più marginale, e altrettanto avventurosa» della sorella di Giorgio Marincola, Isabella.
Iniziano così frequenti incontri tra Wu Ming 2, Antar Mohamed ed Isabella Marincola, durante i quali la donna, ormai ultraottantenne, racconta la propria storia. Il lavoro viene portato avanti anche dopo la morte di Isabella (marzo 2010) ed il romanzo viene ultimato all'inizio del 2012.

## Il progetto multiautore
Secondo l'idea degli autori e del collettivo Wu Ming, il romanzo è inserito nell'ambito di quello che è stato definito Progetto Transmediale Multiautore, fatto di «voci diverse che con mezzi diversi raccontano diversi pezzi – autonomi tra loro – di un comune universo narrativo». Di esso fanno parte, tra gli altri, il saggio di Costa e Teodonio Razza partigiana, l'omonimo spettacolo teatrale portato in scena da Wu Ming, Egle Sommacal, Stefano Pilia, Paul Pieretto e Federico Oppi, da cui è stato tratto il libro con cd audio Basta uno sparo. Storia di un partigiano italo somalo nella resistenza italiana, e il sito internet www.razzapartigiana.it, che funge da raccordo delle varie articolazioni del progetto.

## Edizioni
- Wu Ming 2, Antar Mohamed, Timira. Romanzo meticcio. Stile Libero, Einaudi, Torino, 2012, pp. 536. ISBN 978-88-06-20592-8.